# خواستگاری (فیلم ۱۳۶۸)
خواستگاری فیلمی به کارگردانی مهدی فخیم‌زاده محصول سال ۱۳۶۸ است.

## خلاصه فیلم
پیرمردی که چندین نوه و فرزند دارد و همسرش هم سالها پیش مرده، تصمیم می‌گیرد دوباره با پیرزنی که خود نیز نوه دارد ازدواج کند. این خواسته او موافقان و مخالفان زیادی دارد. تا اینکه…

## بازیگران، نقشها، دوبلورها
| بازیگران       | نقشها              | دوبلور          |
| ثریا قاسمی     | خانم (مادر محمود)  | ثریا قاسمی      |
| هادی اسلامی    | آقا جون            | ناصر طهماسب     |
| ثریا حکمت      | کبری               | ژاله کاظمی      |
| اسماعیل محرابی | محمود              | منوچهر والی‌زاده |
| مصطفی طاری     | احمد               | سعید مظفری      |
| محمد ابهری     | داماد بزرگ آقا جون | ژرژ پطرسی       |

- ناصر گیتی‌جاه
- عباس ناظری نیک
- عیسی صفایی
- علی برجسته
- مریم هژیروند
- مجید میرزاییان
- جمشید لایق
- محمدرضا امیرصادقی
- مینا فتحی
- امیر وطن‌زاد
- منیژه آقایی
- هاشم خجسته
- فرزان قدکچیان
- خسرو کرمی
- حسن کامل
- فرهنگ فولادوند
- ابراهیم آقاجانی
- کریم مراعی
- غلامرضا منتظمی

## فروش
میزان فروش فیلم به تفکیک سال نمایش، به شرح زیر است:
| سال  | تعداد بلیت | میزان فروش | منبع   |
| ---- | ---------- | ---------- | ------ |
| ۱۳۶۹ | ۴٬۳۴۰٬۱۹۳  | ۷۴٬۰۶۲٬۳۸۴ | [ ۴ ]  |
| ۱۳۷۰ | ۵۴۰٬۳۸۹    | ۱۰٬۳۳۲٬۷۷۱ | [ ۵ ]  |
| ۱۳۷۱ | ۱۲۰٬۷۲۴    | ۳٬۱۴۵٬۶۸۹  | [ ۶ ]  |
| ۱۳۷۲ | ۶۴٬۴۰۸     | ۲٬۲۶۳٬۱۷۱  | [ ۷ ]  |
| ۱۳۷۳ | ۶٬۸۱۵      | ۲۴۸٬۱۳۰    | [ ۸ ]  |
| ۱۳۷۴ | ۹٬۱۳۲      | ۵۱۴٬۵۰۰    | [ ۹ ]  |
| ۱۳۷۵ | ۷۷۴        | ۶۱٬۹۴۰     | [ ۱۰ ] |
| ۱۳۷۶ | ۱۱۰        | ۹٬۹۰۰      | [ ۱۱ ] |
| ۱۳۷۷ | ۳۳۹        | ۵۰٬۸۵۰     | [ ۱۲ ] |
| مجوع | ۵٬۰۸۲٬۸۸۴  | ۹۰٬۶۸۹٬۳۳۵ |        |